# Yuki (Bolívia)
El yuqui o yuki és una llengua tupí-guaraní que es parla en el departament de Cochabamba a Bolívia. El nom yuki és utilitzat per fer referència tant a la llengua com als seus parlants.
Des de la promulgació del decret suprem núm. 25894 l'11 de setembre de 2000 el yuki és una de les llengües indígenes oficials de Bolívia. Va ser inclòs en la Constitució Política promulgada el 7 de febrer de 2009.

## Situació actual
L'idioma yuki compta amb aproximadament 140 parlants i, per tant, es troba en perill d'extinció (Crevels i Muysken, 2009:15). Es tracta, a més, d'una llengua en què els parlants són altament bilingües yuki-castellà (Villafañe, 2004).

## Aspectes històrics
No hi ha moltes referències històriques sobre aquesta ètnia. Com afirma Villafañe (2012), se sap que van ser grups nòmades que es van desplaçar per un extens territori fins al primer contacte amb els missioners europeus. Aquest territori comprendria la província d'Ichilo, la part nord de la província de Carrasco i parts orientals de la província de Chapare (Montaño Aragó, 1987). Segons l'autora, aquesta ètnia va ser sempre confosa amb altres grups aborígens (sirionó i yurakaré) perquè habitaven un mateix espai geogràfic. Per això, resulta difícil delimitar de manera fefaent l'antic hàbitat dels yukis, que afirmen, d'altra banda, que els seus avantpassats provenen del Chapare.

## Classificació
Segons la classificació de les llengües tupí-guaraní proposada per Rodrigues (1984, 1985), basada principalment en criteris fonològics, el yuki és una llengua tupí-guaraní que pertany al subgrup guarayó. D'altra banda, segons la classificació proposada per Dietrich (1986), basada en una comparació lèxica, gramatical i fonètica de les llengües tupí-guaraní pures, el yuki és una llengua de la branca tupí-guaraní central.